# Герных, Ян
Ян Герных (чеш. Jan Hernych; род. 7 июля 1978 года в Праге, Чехословакия) — чешский профессиональный теннисист; победитель одного турнира ATP в парном разряде.

## Общая информация
Отец — Эмиль и мать — Мария по профессии юристы. У него есть старший брат — Эмиль.
Жена — Михаэла; есть сын — Ян и дочь — Луиза.
Начал играть в теннис в возрасте 9 лет, до 16 лет совмещал с занятиями по хоккею.

## Спортивная карьера
Профессиональную карьеру начал в 1998 году. В этом году он выиграл первый турнир из серии «фьючерс». Ещё один «фьючерс» он выиграл в 1999 году. В 2000 году дебютирует на турнире ATP-туре в Штутгарте. В 2001 побеждает на турнире серии «челленджер» в Тулсе. Следующий «челленджер» он выиграл в 2004 году в Праге. На турнире
серии Мастерс в Торонто ему удалось дойти до четвертьфинала, благодаря чему поднялся в рейтинге в первую сотню. В начале 2005 года дошёл до полуфинала турнира в Окленде. В мае этого защищает прошлогодний титул на «челленджере» в Праге. В июне Ян Герных дошёл до полуфинала в Хертогенбосе. Ровно через год на этом же турнире ему удается дойти до финала турнира, где он уступил Марио Анчичу в трёх сетах (0:6, 7:5, 5:7).
В январе 2006 года в соревнованиях парного разряда на Открытом чемпионате Австралии вместе с хорватом Иво Карловичом сумел дойти до четвертьфинальной стадии. В октябре 2006 года дошёл до четвертьфинала турнира в Санкт-Петербурге. В 2007 году он победил на «челленджере» в Трнаве. В 2008 году третий раз в карьере выиграл «челленджер» в Праге и первый раз в Братиславе. В феврале 2009 ему удалось дойти до полуфинала в Загребе. В мае 2009 года в паре с Иво Минаржом выиграл соревнования на турнире в Мюнхене. В марте 2010 года завоевал очередной титул на «челленджере» в Джерси. В 2011 впервые дошёл до третьего раунда одиночных соревнований на турнире серии Большого шлема. Произошло это на Открытом чемпионате Австралии.
В марте 2012 года Герныху удалось победить на «челленджере» в Сараево. В июле, после прохождения квалификации, он вышел в четвертьфинал турнира в Гштаде. Следующего выхода в четвертьфинал в туре он добился в июне 2013 года на турнире в Хертогенбосе. В июле Герных сыграл в 1/4 финала в Ньюпорте. На Уимблдонском турнире 2014 года чех успешно прошёл квалификацию и третий раз в карьере доиграл до второго раунда. В январе 2015 года удалось пройти квалификацию на Открытый чемпионат Австралии и последний раз в карьере выступить в основной сетке турнира Большого шлема (всего 21 выступление и лучший результат третий раунд в Австралии 20111 года). В июле Герных вышел в четвертьфинал в Ньюпорте. Последний матч в карьере провёл в 2018 году.

## Рейтинг на конец года
| Год  | Одиночный рейтинг | Парный рейтинг |
| 2017 | 1 606             |                |
| 2016 | 424               | 862            |
| 2015 | 286               | 895            |
| 2014 | 199               | 1 430          |
| 2013 | 219               |                |
| 2012 | 193               | 923            |
| 2011 | 168               | 416            |
| 2010 | 241               | 853            |
| 2009 | 113               | 156            |
| 2008 | 81                | 565            |
| 2007 | 156               | 333            |
| 2006 | 75                | 100            |
| 2005 | 74                | 137            |
| 2004 | 83                | 399            |
| 2003 | 248               | 513            |
| 2002 | 214               | 276            |
| 2001 | 179               | 695            |
| 2000 | 272               | 636            |
| 1999 | 377               | 1 106          |
| 1998 | 521               | 598            |
| 1997 | 1 188             | 1 067          |

## Выступления на турнирах

### Финалы турнировATPв одиночном разряде (1)

#### Поражения (1)
| Легенда                            |
| ---------------------------------- |
| Турниры Большого шлема (0*)        |
| ATP Мастерс / ATP Мастерс 1000 (0) |
| АТР Gold / АТР 500 (0)             |
| АТР International/ АТР 250 (0+1*)  |

| Титулы по покрытиям | Титулы по месту проведения матчей турнира |
| ------------------- | ----------------------------------------- |
| Хард (0*)           | Зал (0)                                   |
| Грунт (0+1)         | Зал (0)                                   |
| Трава (0)           | Открытый воздух (0+1)                     |
| Ковёр (0)           | Открытый воздух (0+1)                     |

* количество побед в одиночном разряде + количество побед в парном разряде.
| №  | Дата         | Турнир                  | Покрытие | Соперник в финале | Счёт        |
| 1. | 24 июня 2006 | Хертогенбос, Нидерланды | Трава    | Марио Анчич       | 0-6 7-5 5-7 |

### Финалы турнировATPв парном разряде (1)

#### Победы (1)
| №  | Дата       | Турнир           | Покрытие | Партнёр    | Соперники в финале      | Счёт    |
| 1. | 4 мая 2009 | Мюнхен, Германия | Грунт    | Иво Минарж | Джордан Керр Эшли Фишер | 6-4 6-4 |